# Bucks Fizz
Bucks Fizz är en brittisk popgrupp som ursprungligen bestod av Bobby G, Cheryl Baker, Mike Nolan och Jay Aston. Gruppen har fått sitt namn från en cocktail som består av champagne och apelsinjuice.

## Eurovision Song Contest
Gruppen bildades till den brittiska uttagningen till Eurovision Song Contest 1981. Med bidraget "Making Your Mind Up" vann låten inte bara den brittiska uttagningen, utan också hela Eurovision Song Contest. Mycket minnesvärd är gruppens koreografi där kvinnornas kjolar revs bort under framträdandet. 
Singeln "Making Your Mind Up" tog sig upp på förstaplatsen på brittiska singellistan, vilket även singlarna "The Land of Make Believe" och "My Camera Never Lies" gjorde. Detta resulterade i att gruppen blev populära i Storbritannien under första hälften av 1980-talet. Deras singlar i slutet av 1980-talet lyckades inte nå samma listframgångar.

## Olika gruppmedlemmar
Sedan Eurovisionsframträdandet 1981 har gruppkonstellationen varierat en del; Jay Aston lämnade gruppen 1984 och ersattes av Shelley Preston, men även hon lämnade gruppen fem år senare. Gruppen fortsatte då som trio till 1993 då även Cheryl Baker lämnade gruppen. Hon ersattes av Heidi Manton och Amanda Swarzc och gruppen var då återigen en kvartett. 
1996 lämnade Mike Nolan och Amanda Swarzc gruppen och ersattes av David Van Day och Karen Logan. Bandet har fortsatt att ändra sin sammansättning och idag är Bobby G den ende originalmedlemmen som finns kvar i gruppen. Idag ingår även Heidi Manton, Tammy Choat och Paul Fordham i gruppen. 
I slutet av 2004 återförenades Nolan, Baker och Preston med Bobby G för att göra en turné genom Storbritannien. Nolan, Baker och Preston närvarade även under Eurovisionens 50-årsfirande i Köpenhamn 2005 och framförde då sitt bidrag från 1981.
Under senare delen av 2010-talet fortsatte tre av originalmedlemmarna - Cheryl Baker, Mike Nolan och Jay Aston - uppträda under namnet "The Fizz"; de spelade in ett studioalbum (det första på 30 år) med Mike Stock (från Stock Aitken Waterman) som producent. Gruppen har därefter spelat in ett julalbum - Christmas with the Fizz - och ett tredje album, Smoke & Mirrors, släpptes i mars 2020- Även detta producerades av Mike Stock.

## Medlemmar
Nuvarande medlemmar
- Bobby G (Robert Alan Gubby) (1981–)
- Heidi Manton (1994–2006, 2006–)
- Tammy Choat (2004–)
- Paul Yates (2012–)

Tidigare medlemmar
- Mike Nolan (1981–1996)
- Cheryl Baker (f. Rita Maria Crudgington) (1981–1993)
- Jay Aston (1981–1985)
- Shelley Preston (1985–1990)
- Amanda Szwarc (1994–1996)
- David Van Day (1996–1997)
- Karen Logan (1996)
- Louise Hart (1996–2002)
- Graham Crisp (1997–2002)
- Nikki Winter (2003)
- Wayne Chinnery (2003–2006)
- Paul Fordham (2006–2012)
- Jenny Phillips (2006)

## Diskografi

### Album
Studioalbum
- 1981: Bucks Fizz
- 1982: Are You Ready
- 1983: Hand Cut
- 1984: I Hear Talk
- 1986: Writing on the Wall

Livealbum
- 1991: Live at the Fairfield Hall

Samlingsalbum
- 1983: Greatest Hits
- 1988: The Story So Far
- 1991: Live at Fairfield Halls
- 2005: The Ultimate Anthology
- 2006: The Lost Masters
- 2007: The Very Best of Bucks Fizz
- 2008: The Lost Masters 2 - The Final Cut

### Singlar
Hitsinglar (topp 10 på UK Singles Chart)
- 1981: "Making Your Mind Up" (#1)
- 1981: "The Land of Make Believe" (#1)
- 1982: "My Camera Never Lies" (#1)
- 1982: "Now Those Days Are Gone" (#8)
- 1982: "If You Can't Stand the Heat" (#10)
- 1986: "New Beginning (Mamba Seyra)" (#8)